# ستیژری
ستیژری (به لاتین: Stěžery) یک منطقهٔ مسکونی در جمهوری چک است که در ناحیه هرادتس کرالووه واقع شده‌است. ستیژری ۱٬۷۸۷ نفر جمعیت دارد.